# Saint-Remy-du-Nord
Saint-Remy-du-Nord is een gemeente in het Franse Noorderdepartement (Frans: département du Nord) (regio Hauts-de-France). De plaats maakt deel uit van het arrondissement Avesnes-sur-Helpe. Saint-Remy-du-Nord telde op 1 januari 2022 1.057 inwoners.

## Geografie
De oppervlakte van Saint-Remy-du-Nord bedroeg op 1 januari 2022 5,91 vierkante kilometer; de bevolkingsdichtheid was toen 178,8 inwoners per km².

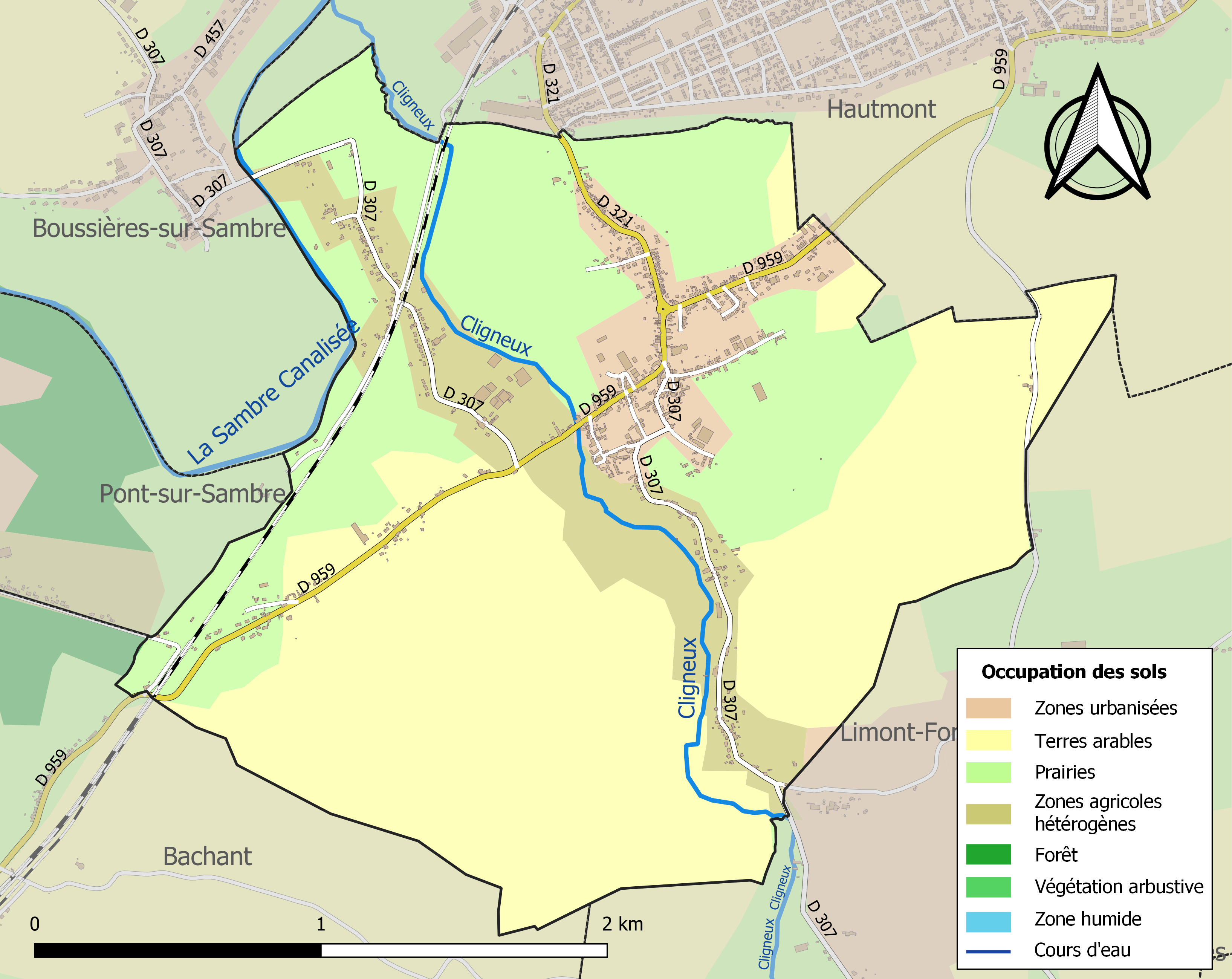
Kaart van de gemeente met belangrijkste infrastructuur, bodemgebruik en omliggende gemeenten

## Demografie
Onderstaande figuur toont het verloop van het inwonertal (bron: INSEE-tellingen).